# Damen (ligne verte du métro de Chicago)
Pour les articles homonymes, voir Damen.
Ne doit pas être confondu avec Damen (ligne rose du métro de Chicago), Damen (ligne brune du métro de Chicago) ou Damen (métro de Chicago).
Damen est une station de métro américaine à Chicago, dans l'Illinois. Située sur la ligne verte du métro de Chicago entre California et Ashland, elle a été inaugurée le 5 août 2024.